# Dương Văn Thông (nhà Minh)
Dương Văn Thông (chữ Hán: 杨文骢, ? – 1646), tự Long Hữu, người Quý Dương, Quý Châu, là quan viên cấp thấp cuối đời Minh, dựa thế quyền thần Mã Sĩ Anh, trở thành trọng thần nhà Nam Minh, cuối cùng bất khuất mà chết.

## Tiểu sử

### Phụng sự Hoằng Quang
Cha là Dương Sư Khổng, được làm đến Chiết Giang tham chánh.
Cuối thời Vạn Lịch, Văn Thông trúng cử nhân. Thời Sùng Trinh, Văn Thông được làm đến Giang Ninh tri huyện; bị ngự sử Chiêm Triệu Hằng hặc tội tham ô, chịu đoạt quan chờ xét xử. Vụ án chưa kết thúc, Hoằng Quang đế lên ngôi ở Nam Kinh (1644), Văn Thông nhờ là anh rể của quyền thần Mã Sĩ Anh, nên được khởi làm Binh bộ chủ sự, trải qua các quan hàm Viên ngoại lang, Lang trung, nhưng chức trách đều là Giám quân Kinh Khẩu. Văn Thông cho rằng Kim Sơn nằm ở trung du Trường Giang, khống chế nam bắc, xin đắp thành để phòng ngự, triều đình nghe theo.
Văn Thông giỏi thư pháp, có văn tài, khéo giao du, dựa vào Mã Sĩ Anh mà từng bước thăng tiến. Văn Thông làm người hào hiệp để tự thấy vui lòng, mà kẻ sĩ do vậy cũng nương nhờ ông.

### Thất thủ Trường Giang
Năm sau (1645), Văn Thông được thăng làm Binh bị phó sứ, chia ra tuần thị 2 phủ Thường Châu, Trấn Giang, giám của quân đội dưới quyền đại tướng Trịnh Hồng Quỳ, Trịnh Thái. Đến khi quân Thanh kéo xuống, Văn Thông trú quân ở Kim Sơn, hòng chẹn giữ Trường Giang.
Ngày 1 tháng 5 ÂL, Văn Thông được cất làm Hữu Thiêm đô ngự sử, tuần phủ đất ấy, kiêm Đốc Duyên hải chư quân. Văn Thông bèn về trú ở Kinh Khẩu, hợp binh với bọn Hồng Quỳ ở bờ nam, cùng quân Thanh cách sông giằng co. Quân Thanh xếp bè lớn, đặt đèn đuốc, trong đêm thả ở trung lưu, quân Minh dùng máy ném đá, cho là đã đẩy lui được địch, ngay hôm ấy báo tiệp.
Ngày 9 ÂL, quân Thanh nhân sương mù ngầm vượt sông, ép sát bờ. Quân Minh đến khi đó mới hay, hoảng hốt bày trận ở chùa Cam Lộ. Thiết kỵ Thanh xung phong, quân Minh tan vỡ, riêng Văn Thông chạy đi Tô Châu. Ngày 13 ÂL, quân Thanh phá Nam Kinh, bá quan đều hàng; Hồng Lư thừa Hoàng Gia Tỷ đi Tô Châu khuyên hàng, Văn Thông giết chết ông ta, rồi chạy đi Xử Châu . Bấy giờ Long Vũ đế đã lên ngôi ở Phúc Châu.

### Quy thuận Long Vũ
Khi Hoằng Quang đế mới lên ngôi, Long Vũ đế còn là Đường vương, gặp con trai của Văn Thông là Dương Đỉnh Khanh ở Hoài An. Đường vương bấy giờ nghèo khốn, nhờ Đỉnh Khanh chu cấp, nhân đó cùng Văn Thông kết giao. Đến nay Văn Thông sai Đỉnh Khanh dâng biểu xưng thần, lại được Trịnh Hồng Quỳ mấy lần tiến cử, nên được bái làm Binh bộ Hữu thị lang kiêm Hữu Thiêm đô ngự sử, Đề đốc quân vụ, nhận lệnh mưu tính Nam Kinh; còn gia quan cho Đỉnh Khanh làm Tả đô đốc, Thái tử thái bảo. Long Vũ đế vì tình cố tri, rất sủng ái Đỉnh Khanh, muốn theo lối Hán Quang Vũ đế đối đãi cha con Cảnh Huống, Cảnh Yểm, nhưng triều thần bởi cớ Mã Sĩ Anh, phần nhiều dè bỉu họ.

### Bất khuất mà chết
Năm sau nữa (1646), Cù Châu cáo cấp. Thành Ý hầu Lưu Khổng Chiêu cũng đang trú ở Xử Châu, Long Vũ đế lệnh cho Văn Thông cùng ông ta cứu viện Cù Châu. Tháng 7 ÂL, quân Thanh đến, Văn Thông không thể chống nổi, lui về Phố Thành, bị kỵ binh truy kích bắt sống, bất khuất mà chết.

## Tác phẩm
Văn Thông kiêm thông thi – văn – họa, từ năm Sùng Trinh thứ 3 (1630) cho san khắc Sơn thủy di tập (山水移集), kết hợp cả ba loại hình nghệ thuật này. Năm Sùng Trinh thứ 15 (1642), Văn Thông cho san khắc Tuân Mỹ đường thi tập (洵美堂诗集) 9 quyển. Ngoài ra vào năm thứ 6 (1633), người cùng thời là Hạ Vân Đỉnh đã tập hợp thơ của Văn Thông, được 5 quyển, đưa vào Sùng Trinh bát đại gia thi tuyển (崇祯八大家诗选, 7 người còn lại là Đổng Kỳ Xương, Trần Kế Nho, Vương Tư Nhiệm, Tào Học Thuyên, Lý Minh Duệ, Đàm Nguyên Xuân, Quý Mạnh Liên). Những tác phẩm này hiện nay đều không còn nguyên vẹn.
Học giả lớn cuối Minh đầu Thanh là Ngô Vĩ Nghiệp mô phỏng Đỗ Phủ sáng tác Ẩm trung bát tiên ca, làm ra Họa trung cửu hữu ca (画中九友歌), ca ngợi 9 họa gia đương thời là Đổng Kỳ Xương, Dương Văn Thông, Trình Gia Toại, Trương Học Tằng, Biện Văn Du, Thiệu Di, Lý Lưu Phương, Vương Thì Mẫn, Vương Giám. Trong đó Đổng Kỳ Xương là họa gia hàng đầu về sơn thủy, theo lối thanh u đạm viễn của Nam tông Trung Quốc, Văn Thông cùng Trình, Lý, nhị Vương đều kế thừa phong cách của Đổng.
Ngày nay có thể tìm hiểu tác phẩm của Văn Thông ở một số tài liệu:
- Dương Văn Thông thư họa tập (được biên tập bởi Văn sử nghiên cứu quán của tỉnh Quý Châu), Nhà xuất bản Nhân dân Quý Châu, 2011, 151 trang, ISBN 7221092850 hoặc ISBN 9787221092854
- Dương Văn Thông thi văn tam chủng hiệu chú (được hiệu chú bởi Quan Hiền Trụ, thuộc tùng thư Quý Châu cổ tịch tập túy), Nhà xuất bản Nhân dân Quý Châu, tháng 2 năm 1990, 575 trang, ISBN 9787221011640

Ngoài ra còn có một số trục tranh sơn thủy của Văn Thông đang được trưng bày:
| Tên tranh                   | Tên chữ Hán  | Hình dạng | Năm sáng tác | Đơn vị trưng bày                   |
| --------------------------- | ------------ | --------- | ------------ | ---------------------------------- |
| Thu lâm viễn trục đồ        | 秋林远轴图   | trục      | 1631         | Bảo tàng mỹ thuật, Osaka, Nhật Bản |
| Phảng Đổng Cự sơn thủy đồ   | 仿董巨山水图 | trục      | 1636         | Văn vật cục, Bắc Kinh              |
| Phảng Nghê Toản sơn thủy đồ | 仿倪瓒山水图 | trục      | 1636         | Bác vật quán, Vô Tích              |
| Khô mộc trúc thạch đồ       | 枯木竹石图   | trục      | 1638         | Nam Kinh bác vật viện              |
| Tiên nhân thôn ổ đồ         | 仙人村坞图   | trục      | 1642         | Cố Cung bác vật viện               |
| U lan trúc thạch đồ         | 幽兰竹石图   | trục      | 1642         | Bác vật quán, Quảng Đông           |